# وزارة الثقافة (إيطاليا)
وزارة الثقافة (بالإيطالية: Ministero della Cultura - MiC)‏ هي وزارة في الحكومة الإيطالية المسؤولة عن المتاحف الوطنية والآثار التاريخية . يقع المقر الرئيسي لها في قصر كوليجيو رومانو التاريخي (عبر 27 شارع ديل كوليجيو رومانو ، في وسط روما) ووزير الثقافة الحالي هو جينارو سانجيوليانو .

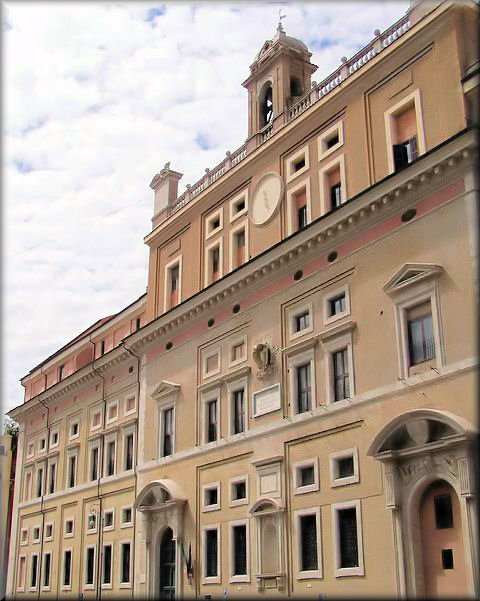
قصر كوليجيو رومانو - مقر وزارة التراث الثقافي والأنشطة

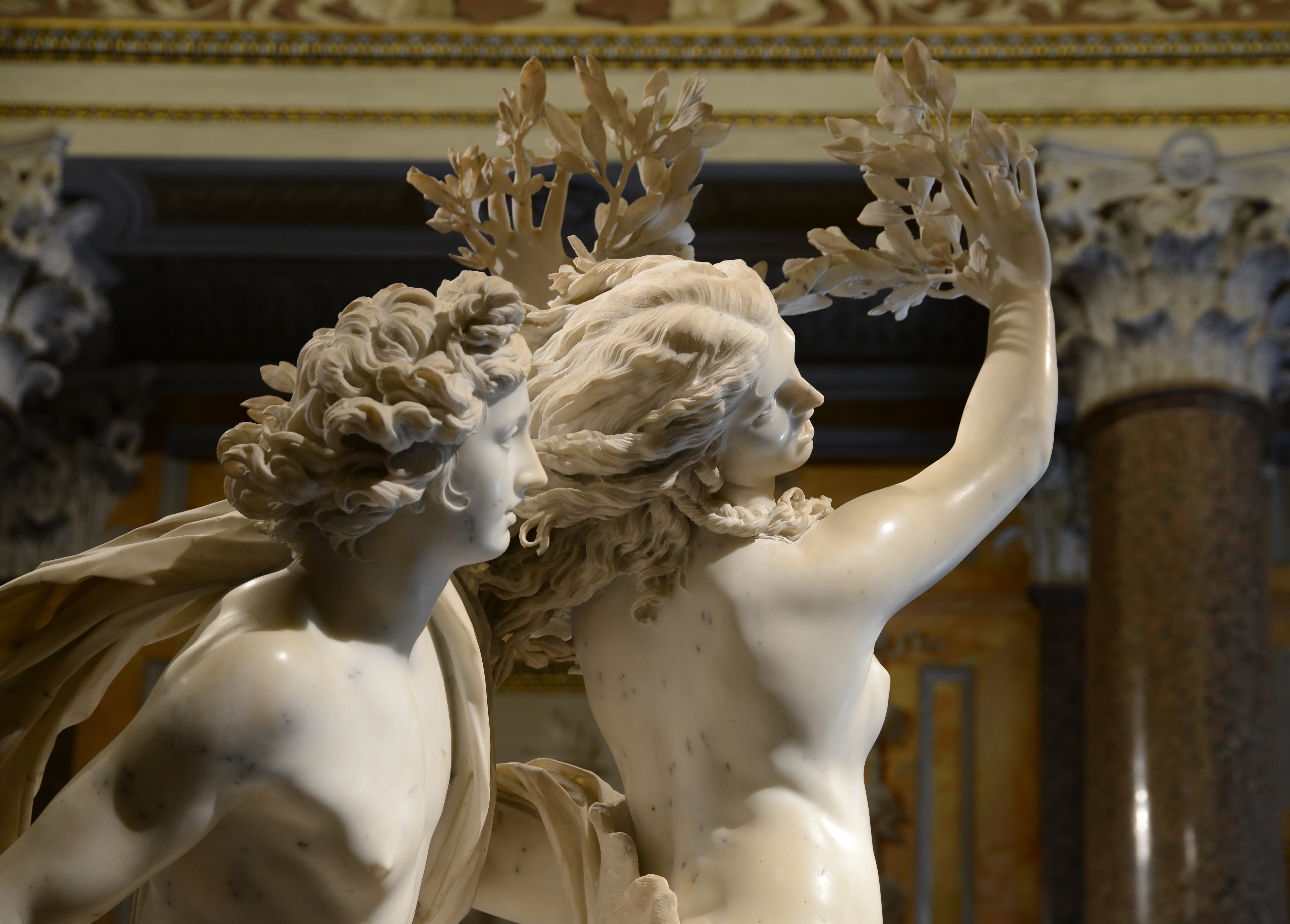
أبولو ودافني بواسطة برنيني (التفاصيل). جاليريا بورغيزي، روما

## روابط خارجية
- باللغة الإيطالية Official site of the Ministero per i Beni e le Attività Culturali e per il Turismo
- باللغة الإيطالية Ministry of Cultural Heritage and Activities - Organisation
- باللغة الإنجليزية Ministry of Cultural Heritage and Activities - Organisation (Decree 2009) - ASEF (Asian-Europe Foundation)

1. ↑  وصلة مرجع: https://www.tgcom24.mediaset.it/politica/governo-meloni-lista-ministri-ufficiale_56334555-202202k.shtml.
2. ↑  وصلة مرجع: https://europeanfilmagencies.eu/members-partners/members-list.
3. ↑  مُعرِّف قاعدة بيانات البحث العالمية (GRID): grid.425779.a.
4. ↑  مُعرِّف قاعدة بيانات البحث العالمية (GRID): grid.459349.6.
5. ↑  مذكور في: Anagrafe delle biblioteche italiane. المُعرِّف الدولي المعياري للمكتبات والمنظمات ذات الصلة (ISIL): IT-AG0005. آخر تحديث: 23 أبريل 2021. الوصول: 30 يوليو 2022. لغة العمل أو لغة الاسم: الإيطالية.
6. ↑  مذكور في: Anagrafe delle biblioteche italiane. المُعرِّف الدولي المعياري للمكتبات والمنظمات ذات الصلة (ISIL): IT-AL0003. آخر تحديث: 26 مايو 2022. الوصول: 30 يوليو 2022. لغة العمل أو لغة الاسم: الإيطالية.
7. ↑  مذكور في: Anagrafe delle biblioteche italiane. المُعرِّف الدولي المعياري للمكتبات والمنظمات ذات الصلة (ISIL): IT-AQ0040. آخر تحديث: 19 أبريل 2022. الوصول: 30 يوليو 2022. لغة العمل أو لغة الاسم: الإيطالية.
8. ↑  مذكور في: Anagrafe delle biblioteche italiane. المُعرِّف الدولي المعياري للمكتبات والمنظمات ذات الصلة (ISIL): IT-AQ0113. آخر تحديث: 23 أبريل 2021. الوصول: 30 يوليو 2022. لغة العمل أو لغة الاسم: الإيطالية.
9. ↑  مذكور في: Anagrafe delle biblioteche italiane. المُعرِّف الدولي المعياري للمكتبات والمنظمات ذات الصلة (ISIL): IT-AT0007. آخر تحديث: 23 أبريل 2021. الوصول: 30 يوليو 2022. لغة العمل أو لغة الاسم: الإيطالية.
10. ↑  مذكور في: Anagrafe delle biblioteche italiane. المُعرِّف الدولي المعياري للمكتبات والمنظمات ذات الصلة (ISIL): IT-BA0009. آخر تحديث: 23 أبريل 2021. الوصول: 30 يوليو 2022. لغة العمل أو لغة الاسم: الإيطالية.
11. ↑  مذكور في: Anagrafe delle biblioteche italiane. المُعرِّف الدولي المعياري للمكتبات والمنظمات ذات الصلة (ISIL): IT-BA0021. آخر تحديث: 7 فبراير 2022. الوصول: 30 يوليو 2022. لغة العمل أو لغة الاسم: الإيطالية.
12. ↑  مذكور في: Anagrafe delle biblioteche italiane. المُعرِّف الدولي المعياري للمكتبات والمنظمات ذات الصلة (ISIL): IT-BA0194. آخر تحديث: 23 أبريل 2021. الوصول: 30 يوليو 2022. لغة العمل أو لغة الاسم: الإيطالية.
13. ↑  مذكور في: Anagrafe delle biblioteche italiane. المُعرِّف الدولي المعياري للمكتبات والمنظمات ذات الصلة (ISIL): IT-BA0195. آخر تحديث: 23 أبريل 2021. الوصول: 30 يوليو 2022. لغة العمل أو لغة الاسم: الإيطالية.
14. ↑  مذكور في: Anagrafe delle biblioteche italiane. المُعرِّف الدولي المعياري للمكتبات والمنظمات ذات الصلة (ISIL): IT-BG0038. آخر تحديث: 6 يوليو 2021. الوصول: 30 يوليو 2022. لغة العمل أو لغة الاسم: الإيطالية.